# 避雷針

概略説明図

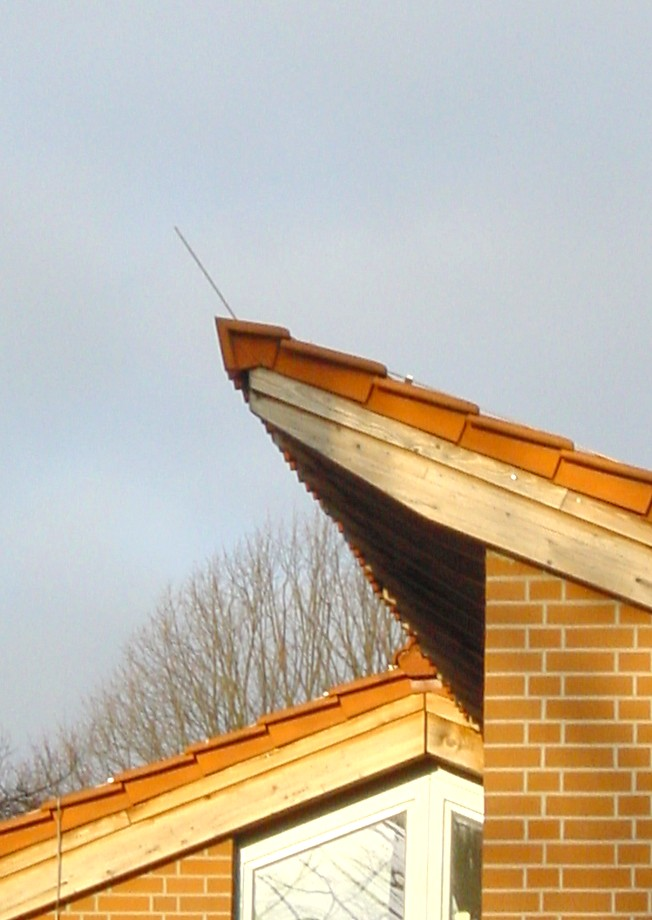
避雷針

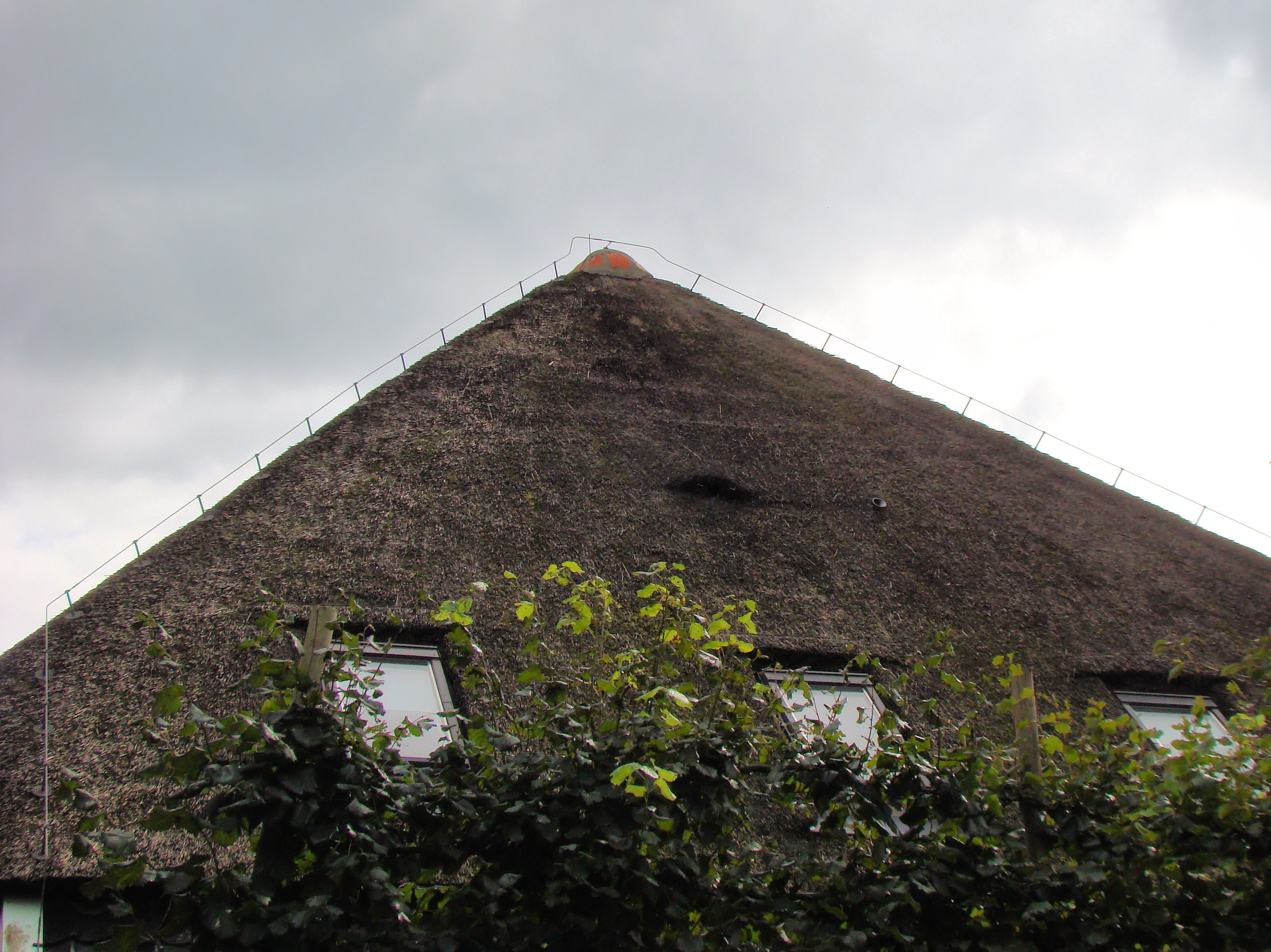
草葺き屋根の稜線に避雷用の仕掛けが施してある。

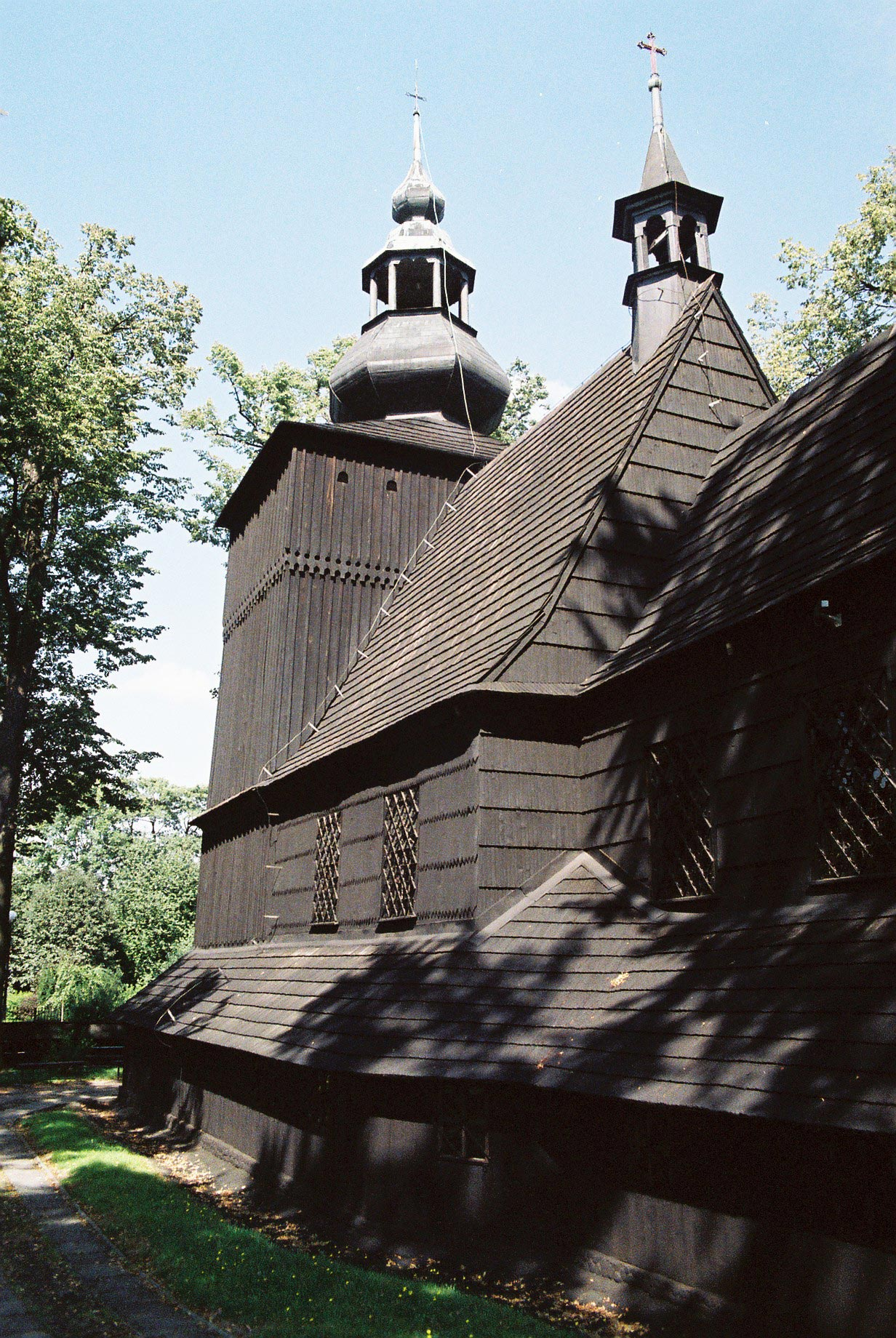
木造の教会。避雷針とそこから地面まで延びるケーブルが見える。

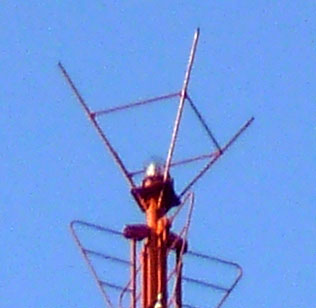
東京タワーの避雷針

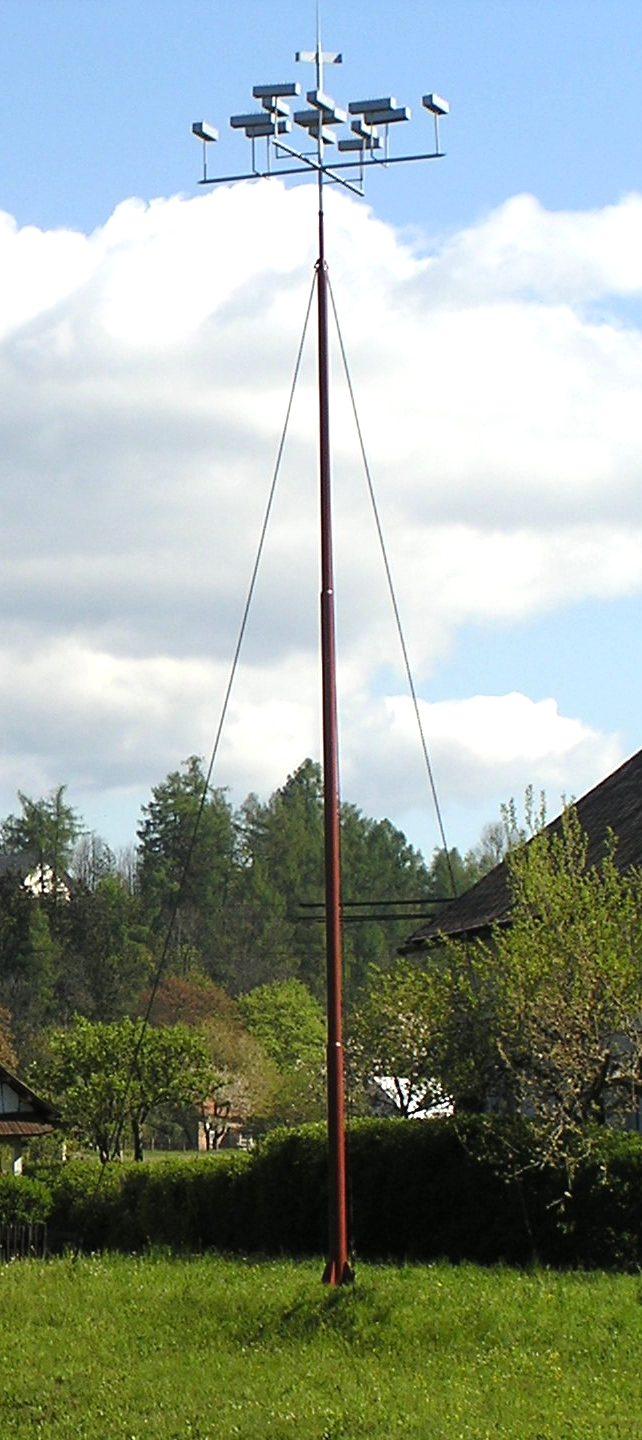
プロコプ・ディヴィシュ（:en:Václav Prokop Diviš）が発明した "Machina meteorologica" は避雷針のような働きをする。

避雷針（ひらいしん、英: Lightning rod）は建築物を雷・落雷から保護する仕組みのひとつ。
地面と空中との電位差を緩和し落雷の頻度を下げ、また落雷の際には避雷針に雷を呼び込み地面へと電流を逃がすことで建物などへの被害を防ぐ。そのため、「雷を避ける針」という表記ではあるが、実際には必ずしも雷をはねのけるものではなく、字義とは逆に避雷針へ雷を呼び寄せる、いわば「導雷針」ともなる。

## 概要
避雷針は棒状の導体であり、保護対象とする建築物などの先端部分に設置される。落雷時にはこの部分に稲妻を呼び込み、接地に導くことによって、当該建築物などの被害を防ぐ。避雷針によって形成される保護範囲、すなわち落雷による被害が生じなくなる（極めて生じにくくなる）範囲を「防護範囲」（Lightning Protection Zones）という。
最近では、避雷針を改良し、あらかじめ雷を呼び寄せる雷ストリーマを放出し、広い範囲をカバーできる避雷システムが開発されている（ESE:Early Streamer Emission、早期ストリーマ放出型避雷針）。また、「受雷針」という名前で、突針の先端を改良し、効果を高めたものや、水平方向に伸ばした傘型避雷針も開発されている。
欧州では雷ストリーマを放出しないことで落雷自体を抑制する消イオン容量型避雷針（PDCE:Para-ryos Desionnizador Carge Electrostatica、絶縁電極型避雷針とも）、米国ではイオン電荷を上空に放出することで地上へ落雷させないイオン放散型避雷針（DAS:Dissipation Array System）も開発・研究されているが、効果の客観的評価がないとして批判もある。
避雷針には落雷時、雷の大電流が到達する。このためそれに耐えうる接地線を避雷針本体から地面まで引き下げ、地中に埋設した銅板などに接続しなければならない。内線規程では、銅板などの接地抵抗値は10Ω以下（専用の接地極の場合は30Ω以下）と規定されているが、これにかかわらず、できるだけ低い接地抵抗値にすることが望まれる。
防護範囲を広くするために、避雷針だけでなく棟上げ導体（長い棒状の導体を屋根などにつける）などを併用する場合もある。これは大きなビルディングや高さのある文化財など、避雷針のみでは十分な防護範囲を得難い建築物などに対して行われる。
日本においては建築基準法により20メートルを超える建築物には避雷針（避雷設備）の設置が義務付けられている。

## 防護範囲
避雷針の防護範囲を決める方法は、保護できる角度内に建物が収まっているかを見る「保護角法」があり、旧JIS A 4201では、避雷針の先端から頂角45度または60度の円錐形内に収まる部分が、落雷を免れる範囲としていた。しかし、2003年にIEC規格に合わせてJIS A 4201が改訂され、大きな建物などでは、円錐状でなく回転球体法によって求められるラッパ状の部分を、落雷から免れる範囲とするようになった。避雷針の効果は、半径30メートル以内の範囲と限られている。
ただしこの範囲は、「この中では絶対に落雷がない」というものではない。また避雷針そのものには落雷するため、避雷針やこれに接続された導線などに触れたり、あるいはその直近に居ると雷撃を被り、死亡することがある。また、このような場所に電気機器などを配置すると、これらに流れる雷電流そのものの分流や電磁誘導作用により破壊されることがある。
避雷針への落雷時、落雷のタイプや規模、接地の種類、大地抵抗率などの条件に関わらず、避雷針の接地極より2.5メートル範囲内の大地の電位勾配は極めて急であり、少なくともこの範囲内は極めて危険である。すなわち避雷針への落雷時、避雷針システム及びその周囲には高い電圧が発生することに十分な注意が必要となる。屋外地上部で埋設標などを頼りに、避雷針システムより十分な距離を確保したつもりでも、避雷針に接続されている導線、まして接地極の大きさ、広がりなどは見た目にはわからず危険なので、雷に遭った際には屋外に形成される避雷針の防護範囲に避難するのではなく、避雷針の防護範囲内に収められている建物内に直ちに避難すべきである。

## 歴史

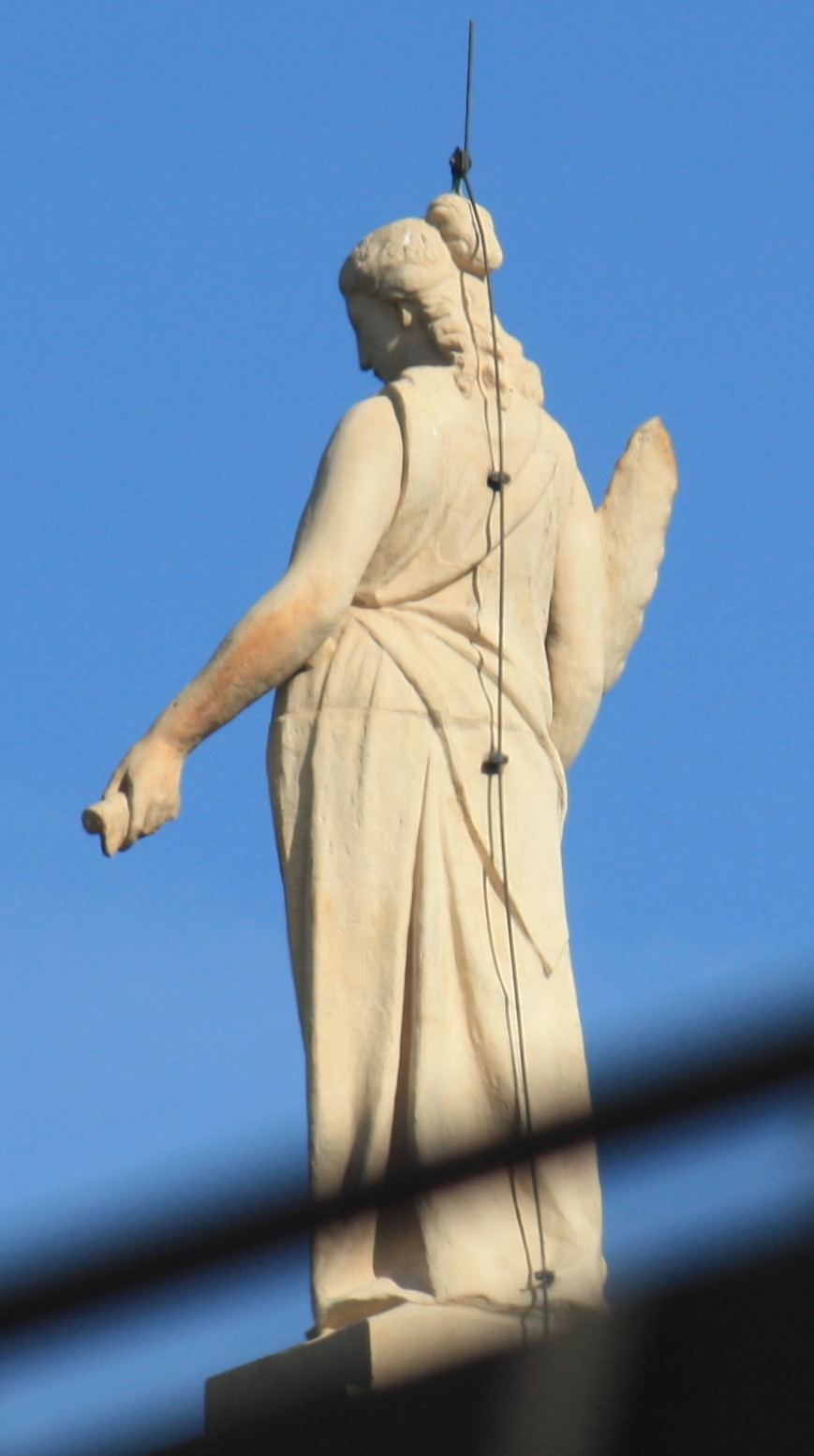
石像の頭上に設置された避雷針

より高い建物が建設されるようになるにつれて、落雷の脅威も大きくなっていった。落雷はほとんどの材質（石、木、コンクリート、鋼）の建築物に損傷を与える。大電流が流れて高温になることで火災の原因となる他、建材に水分が含まれる場合は水分が瞬間的に沸騰することによる水蒸気爆発で内部から破壊されたり建物の強度を失わせたりするなど、特に被害が大きくなる。

### ヨーロッパ
ヨーロッパの都市では教会の塔が最も背の高い建物で、よく落雷の被害に遭っていた。キリスト教の教会では早くから、祈りによって落雷の被害を防ごうとした。聖職者は次のように祈った。
"temper the destruction of hail and cyclones and the force of tempests and lightning; check hostile thunders and great winds; and cast down the spirits of storms and the powers of the air."
（日本語訳）「雹と竜巻の破壊、暴風雨と稲妻の力を和らげたまえ。冷酷な雷鳴と大いなる風を妨げたまえ。嵐の精霊と大気の力を鎮めたまえ」
Peter Ahlwardts ("Reasonable and Theological Considerations about Thunder and Lightning", 1745) は、稲妻を避けるなら教会の中や近く以外の場所を探すよう助言している。なお、ヨーロッパでも Václav Prokop Diviš が1750年から1754年に避雷針を独自に発明している。

### アジア
ロシアのネヴィヤンスクの斜塔（露: Невьянская башня、英: Leaning Tower of Nevyansk）の屋根には、先端にトゲのある球体がついた金属棒が立っており、避雷針ではないかといわれている。その建設は1721年から1745年までの間なので、もしこれが避雷針ならベンジャミン・フランクリンより先にロシアで避雷針が発明されていたことになる。屋根の上に金属棒を立てた意図と目的は謎である。

### アメリカ合衆国
アメリカ合衆国では、ベンジャミン・フランクリンが電気について画期的な実験をし、その過程で1752年に避雷針を発明した。フランクリンは有名な凧の実験を行う数年前から避雷針について考えていた。その実験を行うことになったのは、実のところフランクリンがフィラデルフィアの Christ Church が完成するのを待つのに飽きたため、その教会の塔の頂上に避雷針を設置してみることができたからである。教会側はそのような金属棒を取り付けることに対して「神意に反している」として若干抵抗した。実際、ボストンの Old South Church の聖職者 Thomas Prince は「地震は神の御業であり、神の正しい不満のしるし」と題した1755年の説教で、雷を避雷針で地面に誘導してやるとそれが地中に蓄積されて地震が起きるという意味のことを述べている。
フランクリンは、屋根には雨を防ぐ以外に宗教的問題はなく、雷も巨大な電気スパークという自然現象であって、雨を防ぐのとなんら違いはないと反論した。フィランソロピーの考え方から、フランクリンはこの発明の特許を取得しなかった。
19世紀になると、避雷針には装飾的意味も加わるようになった。避雷針には装飾としてガラスの球が飾られるようになった（このガラス製の球はコレクションの対象になっている）。このような装飾用のガラス球は風見鶏にも使われていたものである。ただし、このガラス球にはそれが壊れているかどうかで落雷があったかどうかがわかるという役割があった。嵐の後、避雷針のガラス球が壊れていれば、その建物の所有者は内部や避雷針や導線に損傷がないかチェックする必要がある。
ガラス球は船などで落雷を防ぐのに使われていた。これは科学的には間違っているが、注目に値する。ガラスは不導体であり、滅多に雷の直撃を受けない。そこで先人達はガラスに雷を避ける力があると考え、木製船の一番高いマストの先端にガラス球を設置した。実のところ落雷の直撃を受けることは滅多にないため、確証バイアスによってガラス球で落雷を防ぐことが可能だと思い込み、フランクリンの発明後すぐに船用避雷針ができても、ガラス球は使われ続けた。
初期の船用避雷針は落雷が予想される天候になったときに伸ばして使う方式だったが、あまりうまく機能しなかった。1820年、William Snow Harris が木製帆船向きの避雷針を発明した。1830年から試験が行われ成功したものの、イギリス海軍は1842年までそのシステムを採用しなかった。そのころには既にロシア帝国海軍でもそのシステムを採用済みだった。
ニコラ・テスラの アメリカ合衆国特許第 1,266,175号 は避雷針の改良である。この特許はフランクリンのオリジナルの理論の欠点を補うものだった。その欠点とは、先端の尖った避雷針は実際その周囲の空気をイオン化し、空気を電導性にするため、落雷の危険性が増すというものである。この特許を取得してしばらく経った1919年、テスラは The Electrical Experimenter 誌に "Famous Scientific Illusions" と題した記事を書いた。その中でフランクリンの避雷針の論理を説明し、テスラ自身の手法と装置の改良点を解説している。（このテスラの避雷針には上述の防護範囲を拡大するはたらきがあることから、今日なおも新たな改良が加えられ、実用に供されている。）
デュポンの爆薬工場は周囲に松の木を植えていた。松葉は尖っていて、松の上方の葉の先端は地面よりも電位が高く、そのため雲との電位差が若干小さくなる。これによって松林に囲まれた工場の敷地内は単位面積あたりの落雷数が少なくなっていた。1950年代、デュポン社ではニトログリセリンを作る建物からそれを包装する建物へ運ぶ際に "Angel Buggies"（天使の乳母車）と呼ぶ乗り物を使っていた。爆薬工場の従業員は落雷の可能性に非常に敏感だった。
1990年代、ワシントンD.C.のアメリカ合衆国議会議事堂のドーム頂上にある自由の女神像を再建したとき、避雷針も設置し直された。この像は複数の素材でできていて、頂上部にプラチナが使われている。ワシントン記念塔にも複数の避雷針がある。ニューヨークの自由の女神像には雷が落ちたことがあるが、避雷針設備によって事なきを得た。

### 日本
日本には安政年間には避雷針の技術が伝わっていたことが知られている。1856年に刊行された『大地震暦年考』に収められた「地震並びに雷よけ立退き殿造りの図」の説明書きによれば、屋根に先端を尖らせ銅の鍍金を施した1丈6尺5寸、もしくは3丈3尺の鉄の角柱を立てて、柱から鎖を4方に張り、末端を専用に掘られた井戸に浸ける、という方式だった。
この著述を除けば、日本雷保護システム工業会の研究によって、日本の避雷針の第1号は石川県金沢市に存在する前田利家を祀る尾山神社の神門だとされていた。最近発見された神門の陳札によると、1875年（明治8年）11月25日の竣工で、設計竣工は工匠長津田吉之助、避雷器工手は今村吉助と銘記されていたという。これをもって日本の避雷針設置は明治8年とされていた。
これとは別に、群馬県の富岡製糸場の建設中の写真には、鉄製煙突の最上部に鍋釣のような台座があり、避雷針が付いている。富岡製糸場の主要建造物が竣工したのは1872年（明治5年）7月頃であり、富岡製糸場の避雷針のほうが尾山神社の避雷針よりも古いことが確認されることとなる。
神門の大工棟梁（工匠長）の津田吉之助が富岡製糸場の避雷針技術を尾山神社にもたらした、と推測されている。石川県が製糸場を金沢に建設するにあたり、その範を竣工直前の富岡製糸場に求め、1872年(明治5年)6月ごろに津田が富岡製糸場に派遣されている。
1872年(明治5年)の春、第2代金沢市長によって計画された金沢製糸場の設備は、政府の事業として建設中であった富岡製糸場の器械や建造物に倣い、模造する方針となった。この任務を託されていたのは津田吉之助と太田篤敬であった。太田篤敬は加賀藩の兵器製造所（鍛冶場）に勤め、すなわち金属機械の製造の技術と経験を持ち、蒸気機関の製造に興味をもっていた。この太田が機関部と金属機械の部門を担当し、一方の津田吉之助は器械の木造部分と建築物を担当することとなり、県庁の添書を持って富岡製糸場へ向かった。
富岡製糸場はフランスから雇った技師の指導により、機械の大部分の備え付けも終わり操業間近であった。
津田吉之助と大田篤敬の2人は県庁の添書のお陰で視察を許され、富岡側の関係者は丁寧に指導した。津田は担当部分の10分の1の図を作製するために1週間滞在した。この図面を基に富岡式100人繰りの金沢製糸場が建てられ、1874年（明治7年）8月16日に操業を開始した。（日本建築史技術体系による)
すなわち、津田吉之助は富岡製糸場の建物の縮尺図を作成し、それを持ち帰って金沢製糸場を建設し、後に尾山神社神門の建設を行ったということになり、尾山神社神門の避雷針は、津田により富岡製糸場の避雷針に倣って取り付けられた、と推測されている。
なお、避雷針に除雷針という表現が用いられたのは、現在判っている限り富岡製糸場の例だけである。

## 改良案
ESE避雷針（Early Streamer Emission、早期ストリーマ放出型避雷針）
少量の放射性同位元素などの仕組みを避雷針の上に配置し、先端近くでイオン化を生成することで広範囲の雷を誘導しやすくするとされる理論から作られた避雷針。
消イオン容量型避雷針（PDCE、Para-ryos Desionnizador Carge Electrostatica、絶縁電極型避雷針とも）
レーザー避雷針
レーザー避雷針（英語：Laser Lightning Rod）とは、避雷針の上を電離させ、導電性の通り道（プラズマチャネル）を形成し、落雷をより誘導しやすくする仕組み。

## 規格
- NFPA -780
- UL 96、UL 1449
- EN 61000-4-5 / IEC 61000-4-5
- EN 62305 / IEC 62305
- EN 62561 / IEC 62561

IEEE
- IEEE SA-142-2007: "IEEE Recommended Practice for Grounding of Industrial and Commercial Power Systems." (2007)
- IEEE SA-1100-2005: "IEEE Recommended Practice for Powering and Grounding Electronic Equipment" (2005)